# Bisdom Saint Petersburg
Het bisdom Saint Petersburg (Latijn: Dioecesis Sancti Petri in Florida) is een rooms-katholiek bisdom met als zetel Saint Petersburg, in de Amerikaanse staat Florida. Het bisdom is suffragaan aan het aartsbisdom Miami. 

## Geschiedenis
Het bisdom werd opgericht op 2 maart 1968, uit delen van het bisdom Saint Augustine en het aartsbisdom Miami. Op 16 juni 1984 verloor het gebied bij de oprichting van het bisdom Venice. 

## Parochies
Het bisdom had in 2022 een oppervlakte van 8.228 km2 en telde 3.329.118 inwoners waarvan 14,8% rooms-katholiek was.

## Bisschoppen
- Charles Borromeo McLaughlin (2 mei 1968 - 14 december 1978)
- William Thomas Larkin (18 april 1979 - 29 november 1988)
  - Joseph Keith Symons (hulpbisschop: 16 januari 1981 - 4 oktober 1983)
- John Clement Favalora (14 maart 1989 - 3 november 1994)
- Robert Nugent Lynch (5 december 1995 - 28 november 2016)
- Gregory Lawrence Parkes (28 november 2016 - heden)

## Galerij van afbeeldingen

Wapen van het bisdom
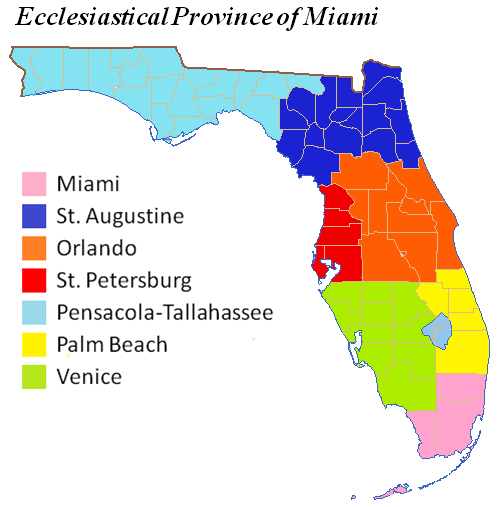
Kerkprovincie met aartsbisdom en suffragane bisdommen
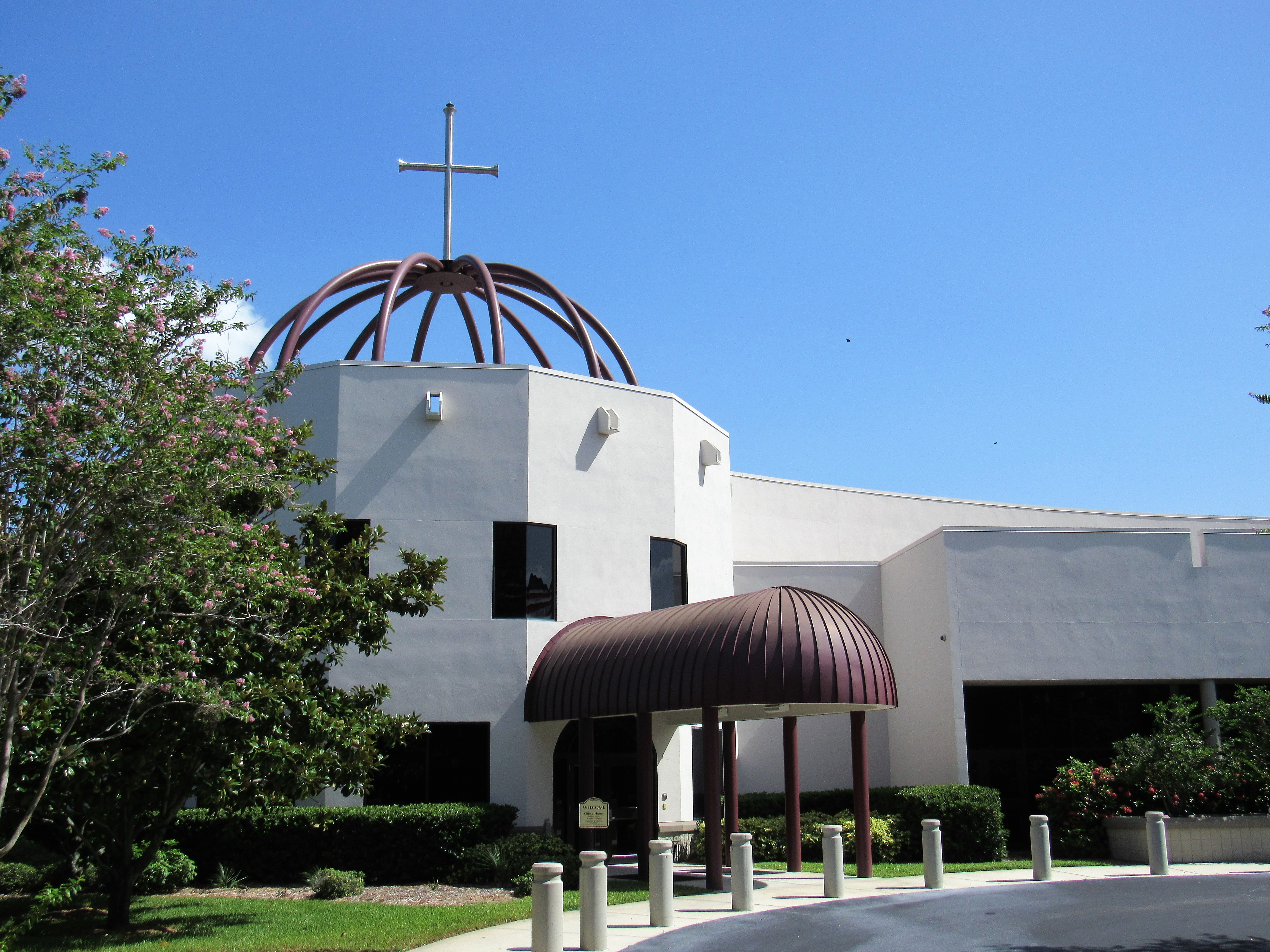
Pastoraal centrum

Miami (aartsbisdom) · Orlando · Palm Beach · Pensacola-Tallahassee · Saint Augustine · Saint Petersburg · Venice